# 야래향
야래향(夜來香, Telosma cordata)은 중국과 인도차이나가 원산지인 협죽도과에 속하는 여러해살이 덩굴식물로, 여름 동안 줄기를 따라 황금빛 노란 꽃이 피며 풍부하고 무거운 향기를 내뿜는다.

## 특징
야래향은 2~5m까지 올라갈 수 있는 덩굴식물로, 덩굴은 작고 둥글며 매우 질기다. 돼지에게 유해한 독이 있으며 늙어갈수록 덩굴은 녹색에서 갈색으로 변한다. 가지 끝에는 다른 나무들을 완전히 덮을 수 있는 빽빽한 하얀 덤불로 덮여 있다. 가지를 자르거나 씨를 뿌려서 번식할 수 있으며, 햇빛이 풍부한 곳에서 자란다.

## 사진

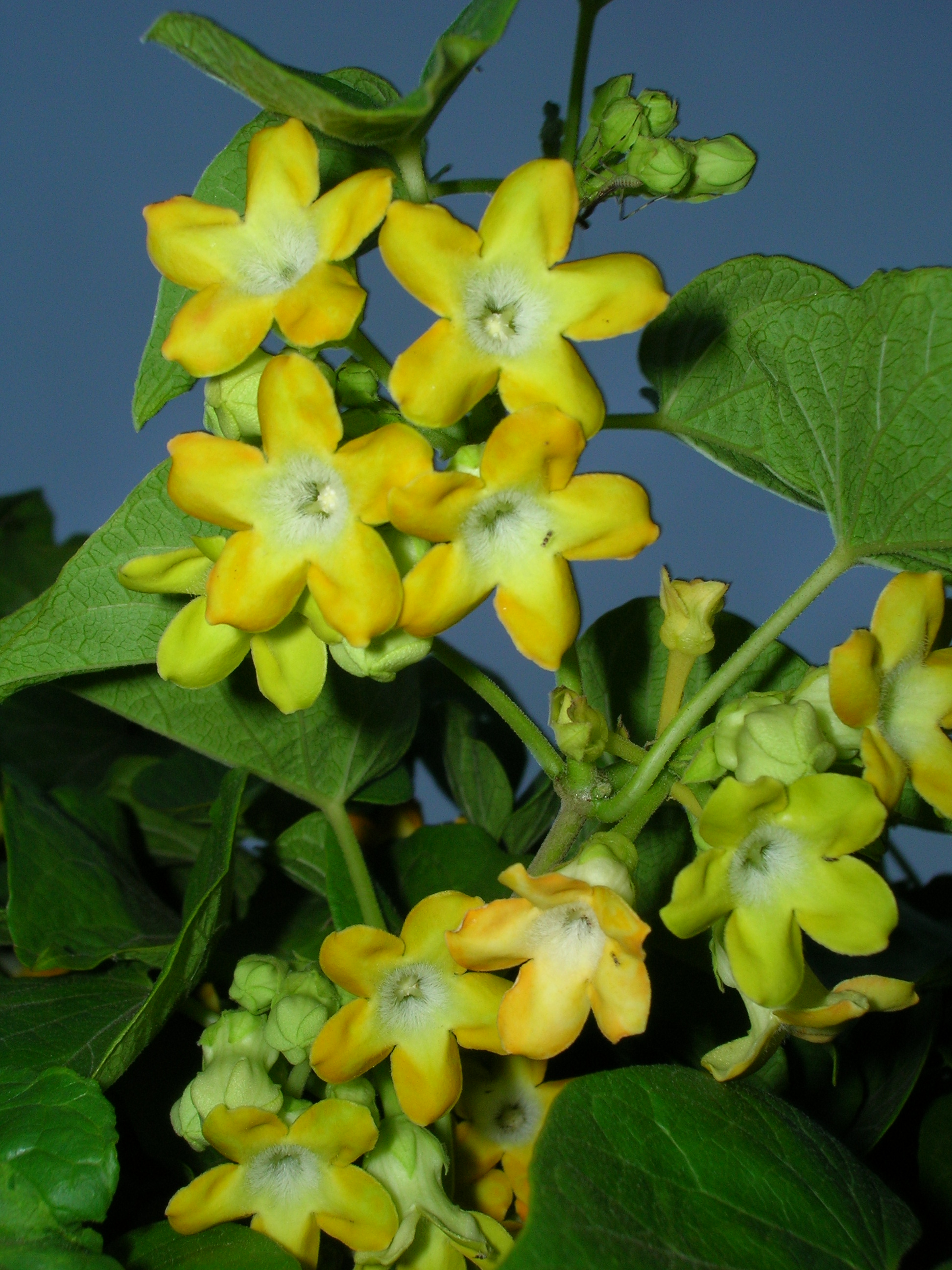
꽃
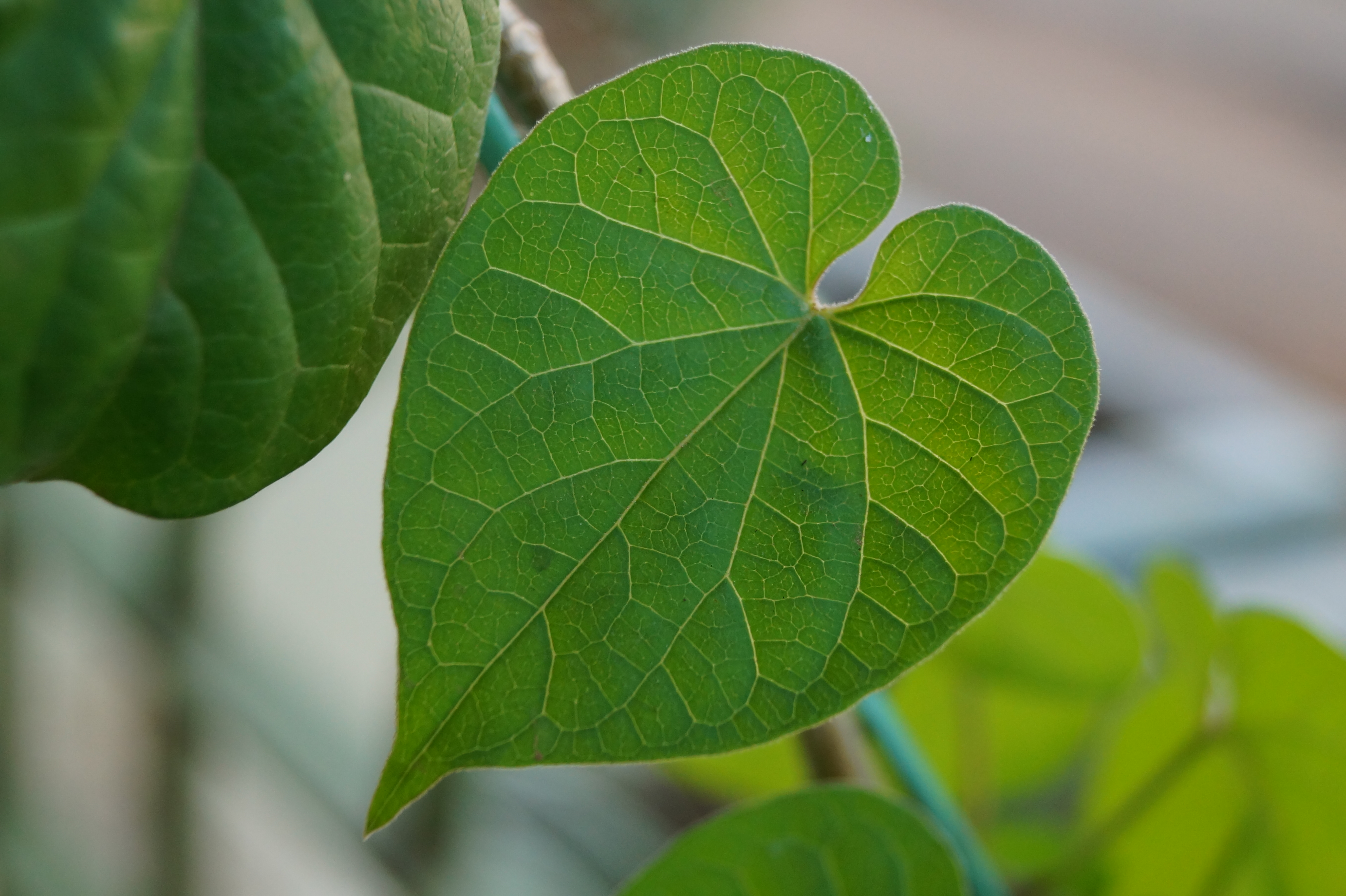
잎